# Polgárháborúk a Római Birodalomban
A Római Birodalom területén a Sulla fellépésétől (i. e. 88.) Augustus hatalomra jutásáig (i. e. 30.) tartó időszakban a polgárháborúk egész sorozata zajlott le, ezért ez az időszak a polgárháborúk kora néven is ismert. Később, a császárkor évszázadaiban is sor került néhány véres polgárháborúra.

## A Julius Caesar-féle polgárháború (i. e. 49.)
Az i. e. 49-es nagy polgárháború Cnaeus Pompeius Magnus (röviden Pompeius) és Julius Caesar, illetve híveik között, és Caesar győzelmével ért véget. 

### Okai
Crassus halálával az első triumvirátus megszűnt és megbomlott az egyensúly Pompeius és Caesar között. Ehhez az is hozzájárult, hogy meghalt Pompeius felesége, így felbomlott a családi kötelék. Pompeius törvényt hozatott a szenátussal, mely tiltotta hogy valaki távollétében (in absentia) induljon a magisztrátusi választásokon. A dolog jelentősége abban rejlett, hogy Caesar míg proconsuli hivatalát viselte, sérthetetlen volt, azonban ha hivatalát letéve átlépi a város szent határát (pomerium) perbe foghatóvá válik. Caesar ellenfelei nem is titkolták, hogy szándékukban áll több főbenjáró vádpontban beperelni. Caesar tisztában volt azzal, hogy az esküdtek megvesztegetésével még a koholt vádak esetében is számítani kell arra, hogy elítélhetik, így úgy döntött Róma ellen vonul. 

### Események
Caesar egyetlen légió élén lépte át Gallia Cisalpina provincia és Italia határfolyóját a Rubicont. Ellenfeleit teljesen felkészületlenül érte ez a lépés, Caesar gyakorlatilag kardcsapás nélkül vette birtokba Italiát és Rómát. Pompeius és hívei pánikszerűen menekültek, zavarukban még a kincstár kiürítéséről is megfeledkeztek, így a polgárháború során végig pénzügyi gondokkal küzdöttek. 
A döntő csatára Görögországban, i. e. 48-ban Pharszalosznál került sor, amelyet Caesar könnyedén megnyert. Pompeius Egyiptomba menekült, ahol megölték. 
Caesar Pompeius legyőzése után Egyiptomban hadakozott. I. e. 48-ban trónra ültette VII. Kleopátrát. Ezután Zelánál leverte a pontoszi Pharnakészt, Mithridatész fiát (i. e. 47). Végül Thapszosznál győzelmet aratott Pompeius serege fölött (i. e. 46), és visszatért Rómába, ahol 10 évre dictatorrá választották. i. e. 45-ben, miután Mundánál (Hispania) végképp legyőzte Pompeius híveit, örökös dictatorrá választották.